# Руска кухиња
Руска кухиња је уско везана за велике друштвене промене кроз историју руског народа, које су у Русији је оставила свој траг. Многобројни народи који су чинили Русију уносили су своје идеје. Некада се руска кухиња развијала у тесној вези са страним кухињама док је некада настајала у потпуној изолацији од њих. Дуго је за традиционалну руску кухињу била забрана конзумирања телетине и коњетине. Телетина се данас користи у руској кухињи док се коњетина користи ограничено и то углавном у областима где Руси живе заједно са другим народима Русије који по традицији једу коњетину.

## Развој кухиње
Житарице и поврће престављали су основу исхране већине становништва. Од њих су се некада припремала усољена јела, супе, каше, хлеб и пециво. Обичаји придржавања поста знатно су утицали на кухињу, тако да се она некада делила на скромну и посну. Хлеб се правио искључиво од раженог брашна, чистог, или са додацима јечменог док је бело пшенично брашно служило само за прављење слаткиша такозваног, слатких колача
(бело пециво у облику перека).

## Прва позната јела
- зобено брашно је једно од свакодневних јела, где су се зрна зоба кувала а потом млела,
- Од теста раженог или пшеничног брашна припремали су се пиготи који су се пекли на масноћи или у пећи. Надев уз пиготе припреман је од меса, рибе, сира или бобичастог воће у који су се додавала углавном резанца, јаја или гљиве.
- погача са маслацем, млеком и јајима[1]
- воћни сок који се правио од ражаног, грашковог и зобног брашна. Касније са појавом кромпировог скроба почело се и са припремом слатког Кисељева.[2]

## Супе
Међу познатим супама издваја се шчи која се прави од купуса или киселог зеља.

## Месна јела
- јела са рибом су се припремала на пари, риба је кувана, печена или се пунила различитим надевима. Јела се такође и као усољена, сушена на ваздуху или укисељена.
- Кавијар је посебна посластица нарочито уколико је била свеже зрнаста из белог лососа. Кавијар се конзумира не само усољен него и куван у сирћету и млеку од мака (бадема).
- јела са месом се делила на дивљач и месо домаћих животиња. Јело се кувано или печено. Од домаћих животиња углавном се користила овчетина, говедина и живина, а месо дивљачи подразумевало је: јелене, сове, зечеве, патке, гуске, лабудове, кукавице и препелице.

## Посластице
- Кисел - најстарији руски десерт, желе од сувог и бобичастог воћа.
- Блини - руске палачинке из квасног теста са пшеничним и хељдиним брашном.
- Гогол могол - крем од жуманаца, коњака, шећера, наранџиног ликера и лимуновог сока.
- Пашка - традиционални ускрсња посластица од свежег сира, павлаке, јаја, маслаца, корице лимуна и наранџи и уситњених бадема.
- Шарлотка - торта с пишкотима и млечно-воћном кремом.